# Asian Idol
Asian Idol là một cuộc thi ca hát theo dạng của chương trình Pop Idol, với sự tham gia của các người thắng cuộc từ các cuộc thi bình chọn thần tượng của Ấn Độ, Indonesia, Malaysia, Philippines, Singapore, và Việt Nam. Người thắng cuộc sẽ được ký hợp đồng thu âm quốc tế và được tặng một chuyến đi vòng quanh thế giới để xem các chương trình Idol quốc tế.
Cuộc thi đã được tổ chức vào ngày 15 đến 16 tháng 12 năm 2007 tại Trung tâm triểm lãm Expo quốc tế Jakarta, Indonesia. Đài truyền hình lớn nhất Indonesia, RCTI (cũng tổ chức cuộc thi Indonesian Idol) sẽ là đài truyền hình chủ nhà, với các cuộc thi đua được truyền hình trực tiếp tại các nước tham gia.
Mỗi quốc gia tham gia đều có cách chọn ứng cử viên riêng.

## Thí sinh
- Indonesian Idol - Mike Mohede, Người chiến thắng năm thứ 2;
- Indian Idol - Abhijeet Sawant, Người chiến thắng năm thứ 1;
- Malaysian Idol - Jaclyn Victor, Người chiến thắng năm thứ 1;
- Philippine Idol - Mau Marcelo, Người chiến thắng năm thứ 1;
- Singapore Idol - Hady Mirza, Người chiến thắng năm thứ 2;
- Vietnam Idol - Phương Vy, Người chiến thắng năm thứ 1.

## Giám khảo
- Indonesia - Indra Lesmana[1]
- Ấn Độ - Anu Malik[2]
- Malaysia - Paul Moss[3]
- Philippines - Pilita Corrales[4]
- Singapore - Ken Lim[5]
- Việt Nam - Siu Black

## Các đài truyền hình tham gia
- Indonesia - RCTI
- Ấn Độ- Sony TV
- Malaysia - 8TV
- Philippines - ABC
- Singapore - MediaCorp TV Channel 5
- Việt Nam - Đài truyền hình Thành phố Hồ Chí Minh

## Các bài hát được trình diễn
Người chiến thắng được tô nền màu vàng
| Giải            | Tên ca sĩ                                                           | Bài hát tiếng Anh                                                   | Bài hát tiếng bản địa (tên dịch tiếng Anh ở dưới bài)               | Giám khảo đại diện                                                  | Kênh truyền hình tham dự                                            |
| --------------- | ------------------------------------------------------------------- | ------------------------------------------------------------------- | ------------------------------------------------------------------- | ------------------------------------------------------------------- | ------------------------------------------------------------------- |
| Indian Idol     | Abhijeet Sawant Người chiến thắng năm thứ 1                         | (Everything I Do) I Do It For You                                   | Junoon (Obsession)                                                  | Anu Malik                                                           | Sony TV                                                             |
| Indonesian Idol | Mike Mohede Người chiến thắng năm thứ 2                             | I Believe I Can Fly                                                 | Mengejar Matahari (Chasing the Sun)                                 | Indra Lesmana                                                       | RCTI                                                                |
| SuperStar KZ    | Đã lên kế hoạch tham gia nhưng không kịp gửi đại diện đến cuộc thi. | Đã lên kế hoạch tham gia nhưng không kịp gửi đại diện đến cuộc thi. | Đã lên kế hoạch tham gia nhưng không kịp gửi đại diện đến cuộc thi. | Đã lên kế hoạch tham gia nhưng không kịp gửi đại diện đến cuộc thi. | Đã lên kế hoạch tham gia nhưng không kịp gửi đại diện đến cuộc thi. |
| Malaysian Idol  | Jaclyn Victor Người chiến thắng năm 1                               | For Once in My Life                                                 | Gemilang (Glory)                                                    | Paul Moss                                                           | 8TV                                                                 |
| Philippine Idol | Mau Marcelo Người chiến thắng năm 1                                 | Reach                                                               | Ako ang Nasawi, Ako ang Nagwagi (I'm the Defeated, I'm the Winner)  | Pilita Corrales                                                     | ABC                                                                 |
| Singapore Idol  | Hady Mirza Người chiến thắng năm 2                                  | Beautiful Day                                                       | Berserah (Surrender)                                                | Ken Lim                                                             | MediaCorp TV Channel 5                                              |
| Vietnam Idol    | Phương Vy Người chiến thắng năm 1                                   | River Deep - Mountain High                                          | Lúc Mới Yêu (Just Falling in Love)                                  | Siu Black                                                           | HTV9                                                                |

## Bên lề
Các thí sinh trong Asian Idol được tham gia một số hoạt động quảng cáo khi học đang ở Jakarta, ngày 7 tháng 12 năm 2007 các thí sinh đã đóng góp được khoảng 1500 đô la Mỹ cho một quỹ từ thiện của đài truyền hình chủ nhà RCTI, sau đó họ đi tham quan dinh tổng thống ở Bogor và gặp tổng thống Indonesia Susilo Bambang Yudhoyono

## Liên kết Ngoài
- Trang chủ của Asian Idol Lưu trữ ngày 8 tháng 1 năm 2014 tại Wayback Machine
- Quảng cáo của Asian Idol trên kênh RCTI